# Paulo Victor de Menezes Melo
Paulo Victor de Menezes Melo, meglio noto come Paulinho (Gurupi, 29 maggio 1993), è un calciatore brasiliano, attaccante dell'Olancho.

## Caratteristiche tecniche
È una prima punta.

## Carriera

### Club
Il 14 luglio 2013 fa il suo esordio da professionista con il Corinthians, subentrando al 71' a Paulo André nel match perso per 1-0 contro l'Atlético Mineiro.

## Palmarès

### Club

#### Competizioni statali
- Campionato paulista: 1

Corinthians: 2013

#### Competizioni internazionali
- Recopa Sudamericana: 1

Corinthians: 2013